# PhpWiki
PhpWiki — простой вики-движок. Начат как клон самого первого веб-движка, реализующего вики-механизмы WikiWikiWeb, но написанный на PHP, а не на Perl. Стал первым вики-движком на PHP.

## История
Первая версия была выпущена Стивом Вайнстидом (англ. Steve Wainstead) в декабре 1999 года и стала первым обнародованным вики-движком, написанным на PHP. Она работала под PHP 3.x и хранила данные в DBM-файлах, как и оригинальная WikiWikiWeb.
В начале 2000 года Arno Hollosi способствовал включению в состав движка библиотеки поддержки MySQL. С тех пор им были добавлены система шаблонов, подсветки различий, был переписан HTML-рендеринг и многое другое. Арно был заинтересован в создании вики об игре Го.
Jeff Dairiki был следующим основным контрибутором, и вскоре возглавил проект в течение следующих нескольких лет.
Майнтейнерами проекта были также Reini Urban и Marc-Etienne Vargenau.
Версия 1.4.0 реализует Wikicreole 1.0, включая дополнения.